# 滋賀県高等学校一覧
| 総数                      | 59校・1分校      |
| 国立                      | 0校              |
| 公立                      | 48校・1分校      |
| 私立                      | 11校             |
| 教育委員会所在地          | 〒520-8577       |
| 滋賀県大津市京町四丁目1-1 |                  |
| 公式サイト                | 滋賀県教育委員会 |

滋賀県高等学校一覧（しがけんこうとうがっこういちらん）とは、滋賀県の高等学校の一覧。
全日制課程の存在しない高等学校については、定時制は「○○高等学校｛定時制｝」通信制は「○○高等学校｛通信制｝」定時制・通信制共に存在する場合は、定時制表記で記載する。

## 公立高等学校
- 2006年度入試より、全県一学区となった。
- 当該県に学科がない場合、隣接府県在住で当該県への交通が不便と認められる場合は他県からの志願も可能。また、全国募集を行っている学校・学科もある。

### 大津市
- 滋賀県立石山高等学校
- 滋賀県立大津高等学校
- 滋賀県立大津商業高等学校
- 滋賀県立大津清陵高等学校｛定時制｝
  - 滋賀県立大津清陵高等学校馬場分校｛定時制｝
- 滋賀県立堅田高等学校
- 滋賀県立北大津高等学校
- 滋賀県立瀬田工業高等学校
- 滋賀県立膳所高等学校
- 滋賀県立東大津高等学校

### 彦根市
- 滋賀県立河瀬高等学校 - 併設型中高一貫教育校
- 滋賀県立彦根工業高等学校
- 滋賀県立彦根翔西館高等学校
- 滋賀県立彦根東高等学校

### 長浜市
- 滋賀県立長浜北高等学校
- 滋賀県立長浜農業高等学校
- 滋賀県立長浜北星高等学校
- 滋賀県立虎姫高等学校
- 滋賀県立伊香高等学校

### 近江八幡市
- 滋賀県立八幡高等学校
- 滋賀県立八幡工業高等学校
- 滋賀県立八幡商業高等学校

### 草津市
- 滋賀県立草津高等学校
- 滋賀県立草津東高等学校
- 滋賀県立湖南農業高等学校
- 滋賀県立玉川高等学校

### 守山市
- 滋賀県立守山高等学校 - 併設型中高一貫教育校
- 滋賀県立守山北高等学校

### 栗東市
- 滋賀県立国際情報高等学校
- 滋賀県立栗東高等学校

### 甲賀市
- 滋賀県立甲南高等学校
- 滋賀県立信楽高等学校
- 滋賀県立水口高等学校
- 滋賀県立水口東高等学校 - 併設型中高一貫教育校

### 野洲市
- 滋賀県立野洲高等学校

### 湖南市
- 滋賀県立石部高等学校
- 滋賀県立甲西高等学校

### 高島市
- 滋賀県立安曇川高等学校
- 滋賀県立高島高等学校

### 東近江市
- 滋賀県立能登川高等学校
- 滋賀県立八日市高等学校
- 滋賀県立八日市南高等学校

### 米原市
- 滋賀県立伊吹高等学校
- 滋賀県立米原高等学校

### 蒲生郡
- 滋賀県立日野高等学校

### 愛知郡
- 滋賀県立愛知高等学校

## 私立高等学校および私立中等教育学校
- 綾羽高等学校（草津市）
- ECC学園高等学校（高島市）｛通信制｝
- 近江高等学校（彦根市）
- 近江兄弟社高等学校（近江八幡市）
- 光泉カトリック高等学校（草津市）
- 滋賀学園高等学校（東近江市）
- 滋賀短期大学附属高等学校（大津市）
- 比叡山高等学校（大津市）
- 彦根総合高等学校（彦根市）
- 立命館守山高等学校（守山市）
- 幸福の科学学園関西高等学校（大津市）
- MIHO美学院中等教育学校（甲賀市）
- クラーク記念国際高等学校 彦根キャンパス（彦根市）｛通信制｝